# 巴拉塔村
巴拉塔村（阿拉伯语：‎）是巴勒斯坦國約旦河西岸地區北部納布盧斯郊区的一個村，距离納布盧斯市中心以东1（0.62英里）。在约旦统治約旦河西岸期间（1948-67年），巴拉塔村被并入納布盧斯。 该村庄境內有雅各井。